# Шмириц
Шмириц (нем. Schmieritz) — община в Германии, в земле Тюрингия. 
Входит в состав района Заале-Орла. Подчиняется управлению Триптис.  Население составляет 418 человек (на 31 декабря 2010 года). Занимает площадь 11,31 км².
Коммуна подразделяется на 3 сельских округа.